# Geraldine Harriman
Geraldine C. Bussolaria Harriman es una química y empresaria de biotecnología americana con roles de liderazgo en múltiples compañías científicas. 

## Educación
Harriman recibió una licenciatura en química del American International College.  Estudió Ciencias Biomédicas y Farmacéuticas con el Prof.  Elie Abushanab en la Universidad de Rhode Island, recibiendo su doctorado en 1991. Completó estudios postdoctorales con la profesora Gunda Georg en la Universidad de Kansas, centrándose en la química medicinal de los análogos de paclitaxel.

## Carrera
Su primera posición industrial fue en la empresa de inmunología LeukoSite,  adquirida por Millennium Pharmaceuticals en 1999.  Durante los siguientes siete años, se convirtió en la Jefa de Química en Millennium, cuando fue reclutada por Galenea en 2007.  Fue vicepresidenta y jefa de química hasta 2010, cuando fue nombrada vicepresidenta en Nimbus Therapeutics, formada por Atlas Ventures en 2009.  Nimbus se especializó en el descubrimiento de fármacos computacionales y subcontratados.  El programa Harriman supervisó "Nimbus Apollo" y se centró en la vía de la acetil-coA carboxilasa para tratar enfermedades del hígado graso como la esteatohepatitis sin alcohol (NASH).  Gilead adquirió Nimbus Apollo por $ 1,2 mil millones de dólares en 2016.
En 2017, cofundó HotSpot Therapeutics, respaldada por Atlas, que busca inhibidores alostéricos para tratar potencialmente trastornos autoinmunes y metabólicos.  Harriman es un co-inventora en más de veinte patentes de uso de moléculas pequeñas y 30 publicaciones científicas.

## Premios
- 2017 - Premio NEVY "Exit of the year" para Nimbus Apollo[7]
- 1993 - Compañero postdoctoral de la Asociación de Educación Científica Marion Merrill Dow, Universidad de Kansas[8]